# Hymedesmia fristedti
Hymedesmia fristedti är en svampdjursart som beskrevs av Topsent 1916. Hymedesmia fristedti ingår i släktet Hymedesmia och familjen Hymedesmiidae. Inga underarter finns listade i Catalogue of Life.